# Österreichischer Ganselkröpfer

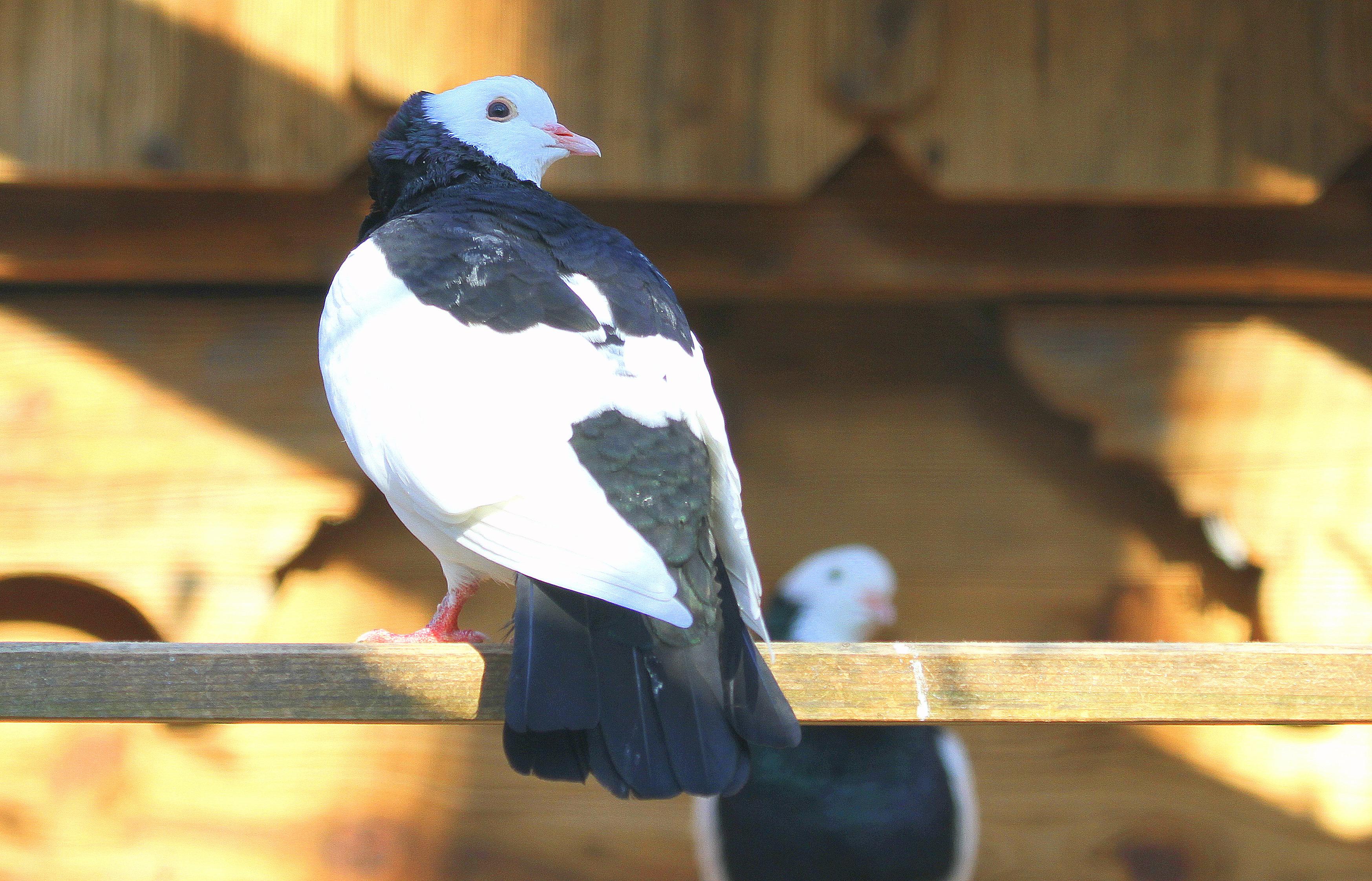
Österreichischer Ganselkröpfer im Tiergarten Schönbrunn.

Der Österreichische Ganselkröpfer ist eine traditionsreiche Taubenrasse, die ihre Wurzeln in den ehemaligen Ländern der österreichisch-ungarischen Monarchie hat. Diese Kropftaubenrasse zeichnet sich durch ihre charakteristische Gefiederzeichnung aus, die an die gescheckte Variante der Pommerngänse erinnert und ihr den Namen „Gansel“ einbrachte. In der Vergangenheit spielten die Ganseltauben eine wichtige Rolle in der Selbstversorgung der ländlichen Bevölkerung Österreichs, insbesondere in Oberösterreich, Salzburg und Niederösterreich. Mit der fortschreitenden Industrialisierung und den damit einhergehenden wirtschaftlichen Veränderungen begann der Niedergang der traditionellen Ganseltaubenzucht, bis die Rasse in den 1980er Jahren wiederbelebt wurde. Heute ist der Österreichische Ganselkröpfer als eine der drei altertümlichen österreichischen Kropftaubenrassen anerkannt und zeichnet sich durch seine Vitalität, Flugfreudigkeit und charakteristische Merkmale wie eine knapp mittelgroße Statur mit fast waagerechter Haltung und einem sichtbaren, aber nicht zu stark ausgeprägten Blaswerk aus.

## Herkunft und Rassegeschichte
Der Österreichische Ganselkröpfer ist eine traditionsreiche Taubenrasse mit einer Geschichte, die eng mit der landwirtschaftlichen Tradition Österreichs verbunden ist. Diese Kropftaubenrasse hat ihre Wurzeln in den ehemaligen Ländern der österreichisch-ungarischen Monarchie, insbesondere in Böhmen, Mähren und Österreich.
Die Vorläufer des heutigen Österreichischen Ganselkröpfers, die sogenannten Ganseltauben, waren einst weit verbreitet und fanden sich auf etwa 80 Prozent der Bauernhöfe in Oberösterreich sowie in den angrenzenden Bundesländern Salzburg und Niederösterreich. Diese Tauben zeichneten sich durch ihre Vielseitigkeit aus und kamen in verschiedenen Farben vor, sowohl mit als auch ohne Spitzkappe. Die Bezeichnung „Gansel“ leitet sich von der charakteristischen Gefiederzeichnung ab, die an die gescheckte Variante der Pommerngänse erinnert, welche früher als bedeutende Nutzgänse gehalten wurden. Diese Ähnlichkeit in der Färbung führte zur Namensgebung der Rasse.
In der Vergangenheit spielten die Ganseltauben eine wichtige Rolle in der Selbstversorgung der ländlichen Bevölkerung. Aufgrund ihrer hohen Zuchtfreudigkeit wurden sie hauptsächlich zur Gewinnung von Taubenbraten gehalten. Ihre Haltung war unkompliziert, da sie sich mit einfachen Unterkünften wie Dachvorsprüngen von Scheunen oder Unterständen für landwirtschaftliche Geräte zufriedengaben. Die Fütterung erfolgte oft gemeinsam mit den Hühnern, wobei die Tauben das am Hof verfügbare Getreide erhielten und sich zusätzlich von Feldern ernährten. Mit der fortschreitenden Industrialisierung und den damit einhergehenden wirtschaftlichen Veränderungen begann der Niedergang der traditionellen Ganseltaubenzucht. Die Schließung kleiner landwirtschaftlicher Betriebe, die Einfuhr ausländischer Taubenrassen und der Aufschwung der organisierten Rassetaubenzucht trugen dazu bei, dass die heimischen Ganseltauben fast vollständig verschwanden.
Eine Wiederbelebung der Rasse begann Mitte der 1980er Jahre, als Willi Klinger die noch vorhandenen Restbestände schwarzer und vereinzelt roter Tauben erwarb und mit tschechoslowakischen Tieren kreuzte. Diese Zuchtbemühungen führten schließlich zur offiziellen Anerkennung der Rasse, die nicht ohne Hindernisse war. Ein erster Anerkennungsversuch im Jahr 1991 scheiterte, da die Tauben als Farbentauben den Echterdinger Farbentauben zu ähnlich waren. Aufgrund des bei den Täubern beobachteten Blaswerks entschied man sich, die Ganseltauben in die Gruppe der Kropftauben einzuordnen. Der zweite Anlauf war erfolgreich: Auf der Bundesschau 1992 in Wels wurden die schwarz geganselten Tauben offiziell anerkannt. Die Anerkennung der rot geganselten Variante folgte 1997. Nach Schille waren Vorderpartie und Blaswerk der zur Europaschau 2000 in Wels gezeigten Neuzüchtungen nicht kröpfertypisch ausgebildet.
Heute ist der Österreichische Ganselkröpfer als eine der drei altertümlichen österreichischen Kropftaubenrassen anerkannt. Neben den schwarz und rot geganselten Varianten sind laut Standard auch blaue und gelbe Farbschläge anerkannt. Die Rasse zeichnet sich durch ihre Vitalität und Flugfreudigkeit aus. Typisch für Ganseltauben in Freiflughaltung sind rote Augenränder. Die Tauben haben eine knapp mittelgroße Statur mit fast waagerechter Haltung und einem sichtbaren, aber nicht zu stark ausgeprägten Blaswerk. Es gibt fortlaufende Bestrebungen, weitere historisch belegte Farbschläge zu züchten und zu erhalten.

## Rassemerkmale
Der Österreichische Ganselkröpfer ist eine knapp mittelgroße Kropftaube mit einer fast waagerechten Haltung. Der Körperbau ist robust und zeigt eine gut entwickelte Brust sowie ein ausgeprägtes Blaswerk.
Der Kopf ist länglich-rund mit einer mäßig gewölbten Stirn. Eine charakteristische Spitzkappe ist vorhanden, die jedoch breiter als bei anderen Rassen ausgeprägt ist. Die Kappenfedern schließen am Kamm. Die Augen sind dunkel gefärbt und besitzen einen schmalen Augenrand, der rot bis fleischfarbig ist. Der Schnabel ist mittellang und nicht zu stark ausgeprägt; feine Warzen sind vorhanden.
Der Hals hat eine mittellange Form mit einem mäßig ausgeprägten Kropf, der seitlich etwas flach ist. Bei Täubinnen zeigt sich weniger Blaswerk. Die Brust des Ganselkröpfers ist breit, vorstehend und vollfleischig. Der Rücken ist lang und gerade mit einer mäßig abfallenden Linie, während die Schultern nicht zu schmal sind. Die Flügel sind lang, geschlossen und decken den Rücken gut ab, ohne sich zu kreuzen. Der Schwanz überragt leicht die Flügelspitzen und ist ebenfalls geschlossen. Die Beine sind mittellang (eher kurz), unbefiedert mit gut gespreizten Zehen, deren Nägel hell gefärbt sind.
Die Grundfarbe des Ganselkröpfers ist weiß, wobei farbige Bereiche am Hinterhals (einschließlich der Kappe), an der Brust sowie an den Schultern vorhanden sind. Der Rücken und Schwanzkeil sollten weiß sein. Die Farbe sollte satt sein mit einem gewissen Glanz. Am Vorderhals befindet sich ein mittellanger Latz, der spitz zuläuft. Zu den anerkannten Farbenschlägen gehören schwarz geganselt, rot geganselt, gelb geganselt und blau geganselt.
Grobe Fehler bei der Zucht sind unter anderem eine zierliche Figur, eine zu aufrechte Haltung oder ein sehr schwach ausgeprägtes Blaswerk (außer bei Täubinnen). Auch matte Farben oder ein dunkler Schnabel werden negativ bewertet.

## Haltung
Der Österreichische Ganselkröpfer ist eine robuste und anpassungsfähige Taubenrasse. Traditionell wurden diese Tauben in einfachen Unterkünften wie Dachvorsprüngen oder Geräteschuppen gehalten. Auch heute noch eignen sie sich gut für eine naturnahe Freiflughaltung.
Für die Unterbringung benötigen die Tauben einen trockenen, zugfreien Taubenschlag mit ausreichend Nistplätzen. Pro Paar sollten mindestens zwei Nistabteile zur Verfügung stehen. Der Schlag muss regelmäßig gereinigt und desinfiziert werden, um Krankheiten vorzubeugen. Sitzstangen und ein Sandbad gehören zur Grundausstattung.
Die Fütterung erfolgt mit einer ausgewogenen Körnermischung für Tauben, ergänzt durch Grit und Mineralien. Bei Freiflug können sich die Tauben zusätzlich selbst Nahrung suchen. Frisches Trinkwasser muss stets verfügbar sein.
Ganselkröpfer sind flugfreudig und benötigen regelmäßigen Ausflug. Ein Volierenvorbau am Schlag ermöglicht kontrollierte Bewegung an der frischen Luft. Bei Freiflughaltung sollten die Tauben langsam eingewöhnt werden, um Verluste zu vermeiden.

## Zucht
Die Zucht des Österreichischen Ganselkröpfers erfordert Fachwissen und Erfahrung. Wichtig ist die Auswahl geeigneter Zuchttiere, die dem Rassestandard entsprechen. Besonderes Augenmerk liegt auf der korrekten Kropfbildung, Haltung und Gefiederzeichnung.
Die Brutsaison beginnt üblicherweise im Frühjahr. Ein Zuchtpaar legt in der Regel zwei Eier, die abwechselnd von beiden Elterntieren etwa 17–18 Tage bebrütet werden. Nach dem Schlupf werden die Jungtiere zunächst mit der sogenannten Kropfmilch ernährt. Zur Förderung vitaler Nachzucht ist eine ausgewogene Ernährung der Zuchttiere wichtig. In der Brutzeit wird oft zusätzliches Eifutter angeboten. Die Jungtauben sollten nach dem Selbstständigwerden von den Eltern getrennt werden.
Bei der Zucht ist auf genetische Vielfalt zu achten, um Inzuchtdepressionen zu vermeiden. Der Austausch von Zuchttieren zwischen verschiedenen Züchtern ist empfehlenswert. Auch die Einkreuzung verwandter Rassen kann zur Verbesserung bestimmter Merkmale sinnvoll sein. Die Selektion der Nachzucht erfolgt nach den Vorgaben des Rassestandards. Besonders wichtig sind die typische Kropfbildung, die fast waagerechte Haltung und die charakteristische Gefiederzeichnung. Auch Vitalität und Fruchtbarkeit spielen eine wichtige Rolle.
Züchter des Österreichischen Ganselkröpfers sind in speziellen Vereinen organisiert. Der Austausch von Erfahrungen und die gemeinsame Weiterentwicklung der Rasse stehen dabei im Vordergrund. Regelmäßige Ausstellungen dienen der Bewertung der Zuchterfolge.

## Bedeutung und Erhaltung
Der Österreichische Ganselkröpfer war einst weit verbreitet und von großer wirtschaftlicher Bedeutung für die bäuerliche Kultur in Österreich. Etwa 80 Prozent der Bauernhöfe hielten diese Taubenrasse, die zur Fleischproduktion genutzt wurde. Die Tauben waren besonders beliebt, da sie auch im Winter für Nachwuchs sorgten und somit die Nahrungsversorgung in der kalten Jahreszeit sicherten.
Als eine der drei altertümlichen österreichischen Kropftaubenrassen repräsentiert der Ganselkröpfer ein wichtiges Stück österreichisches Kulturerbe. Die Rasse stammt aus den Gebieten der ehemaligen österreichisch-ungarischen Monarchie und war in Oberösterreich sowie den angrenzenden Bundesländern Salzburg und Niederösterreich verbreitet.
Die Industrialisierung und veränderte wirtschaftliche Bedingungen führten beinahe zum Aussterben dieser Rasse. In den 1990er Jahren wurden jedoch Anstrengungen unternommen, den Ganselkröpfer wiederzubeleben. 1992 erfolgte die offizielle Anerkennung der schwarz geganselten Variante, gefolgt von der rot geganselten im Jahr 1997.
Die Erhaltung des Österreichischen Ganselkröpfers ist Teil der Bemühungen zur Bewahrung alter Haustierrassen in Österreich. Obwohl die Zucht und Erhaltungsbemühungen für viele alte Rassen nur in sehr begrenztem Umfang stattfinden, gibt es für den Ganselkröpfer aktive Bestrebungen zur Rasseerhaltung.
Als altertümliche Rasse trägt der Österreichische Ganselkröpfer zur genetischen Vielfalt bei. Die Erhaltung solcher traditionellen Rassen ist wichtig für die Anpassungsfähigkeit an sich ändernde Umweltbedingungen und für mögliche zukünftige Zuchtprogramme.
Der Tiergarten Schönbrunn in Wien hält Österreichische Ganselkröpfer und präsentiert sie der Öffentlichkeit. Dies trägt zur Bewusstseinsbildung für die Bedeutung alter Haustierrassen bei und unterstützt die Erhaltungsbemühungen.
Trotz der Erfolge bei der Wiederbelebung der Rasse bleiben Herausforderungen bestehen. Die Aufrechterhaltung einer gesunden Zuchtpopulation und die Verbesserung der rassetypischen Merkmale erfordern kontinuierliche Anstrengungen. Zudem ist es wichtig, das Interesse an dieser altertümlichen Rasse bei neuen Generationen von Züchtern zu wecken und zu fördern.
Die Erhaltung des Österreichischen Ganselkröpfers ist somit nicht nur von biologischer, sondern auch von kultureller Bedeutung. Sie trägt dazu bei, ein Stück österreichischer Agrargeschichte lebendig zu erhalten und die genetische Vielfalt in der Taubenzucht zu bewahren.